# Le Chiffonier
Le Chiffonier (deutsch: Der Lumpensammler) ist der Titel eines Gemäldes, das die russische Künstlerin Marianne von Werefkin 1917 malte. Das Werk gehört zum Bestand der Fondazione Marianne Werefkin (FMW) in Ascona. Es trägt dort die Inventar-Nummer FMW-0-0-39.

## Technik und Maße
Bei dem Gemälde handelt es sich um eine Temperamalerei auf Karton, 67 × 97,5 cm.

## Ikonografie
Werefkin „malte um des Malens willen und vor allem, weil sie ein Gedanke bedrängte. Fast immer stellte sie Menschen in ihre Landschaften. […] Wie eine E. T. A.-Hoffmann-Figur der ‚Lumpensammler‘. Bizarr in ärmlicher Habgierigkeit steht er vor seltsam geformten, blauen Bergen an einem See. Dazu eine winzige, sich bückende Frauenkreatur im Hintergrund.“ So lautete der Kommentar 1958 zu dem Gemälde „Le Chiffonier“ zur ersten Werefkin-Ausstellung in Deutschland nach dem Zweiten Weltkrieg. Sie wurde im Wiesbadener Museum von Clemens Weiler veranstaltet. Am oberen Bildrand erscheinen schwarze Wolken. In ihnen glühen unzählige rote Punkte, die ein aufziehendes Unwetter verkünden. Darunter wabern über den Bergspitzen giftig gelbe Wolkenschwaden. Auch das Grün, Schwarz und Rot im See signalisieren nichts Tröstliches. Ein weißes Schild hat man in einen Hügel aus Unrat gesteckt. Werefkin machte eine Müllhalde an einem Schweizer See bildwürdig. Sie darf somit als Vorläuferin jener Künstler angesehen werden, die sich in den 1960er und 1970er Jahren mit ökologischen Fragestellungen beschäftigt- und visualisiert haben. Zu ihnen zählen u. a. KP Brehmer mit seiner „Farbengeographie N. 8 – der rote Rhein“ von 1972, Haus-Rucker-Co mit ihrer „Infusion-Rheinsanierung“ von 1971 oder Klaus Rinke, mit seinen „Zwölf Faß geschöpftes Rheinwasser“. Sie prangerten die industrielle Verschmutzung des Rheins an und wurden anlässlich der kritischen Ausstellung „Warum ist es am Rhein so schön?“ im Museum Wiesbaden 1975 ausgestellt.

## Datierung und Titel
Zu dem Gemälde existiert in der FMW eine „1917“ datierte Zeichnung im Skizzenbuch g 15. Da es außerdem ein von Werefkin „1917“ handschriftlich datiertes und mit „Le Chiffonier“ bezeichnetes s/w-Foto des Gemäldes gibt, ist auch dessen ursprünglicher Titel nebst der Datierung für 1917 gesichert.

## Genfer- oder Zürichsee?
Werefkin lebte mit ihrer Köchin Helene und Jawlensky mit Sohn Andreas 1917 sowohl in Saint-Prex am Genfersee, als auch in Zürich am Zürichsee. Ein Bericht über den Besuch des Lyrikers Yvan Goll bei Werefkin liefert z. B. Gewissheit über ihre Anwesenheit in Saint-Prex am Genfersee bis spätestens zum 16. September 1917.  Etwa acht Tage nach Golls Besuch bei Werefkin, konnte Jawlensky aus Zürich an Cuno Amiet in Oschwand vermelden, dass er eine „Wohnung in der Drosselstraße in Zürich-Wollishofen“ gefunden hatte. Noch vor Wintereinbruch 1917 arrangierte der Dada-Förderer Han Coray in seiner Galerie in Zürich in der Bahnhofstraße 19 eine Ausstellung für Jawlensky.  Über den weiteren Verbleib in Zürich erfährt man folgendes aus Jawlenskys Lebenserinnerungen: „In Zürich brach 1917 eine sehr schwere Grippeepidemie aus. […] Die Ärzte haben mich nach dem Süden, nach Ascona geschickt. Wir siedelten alle anfangs April 1918 nach Ascona über.“ Zwei Sätze weiter lautet es dann abweichend: „Wir kamen nach Ascona Ende März.“ Ob der Genfer- oder der Zürichsee die Malerin zu ihrem Gemälde inspiriert hat, bleibt leider offen.